# Partido Nacional Campesino (Rumania)
El Partido Nacional Campesino (en rumano: Partidul Național Țărănesc o PNȚ) fue un partido político rumano, formado en 1926 de la fusión del Partido Nacional Rumano (Partidul Național Român) de Transilvania y el Partido Campesino (Partidul Țărănesc). Fue el partido en el poder entre 1928 y 1933, con breves interrupciones. Partido moderadamente conservador con algunos toques corporativistas de izquierdas (como el apoyo, por ejemplo, a las cooperativas agrícolas), se mantuvo firmemente a favor de la monarquía. Fue oficialmente prohibido en 1938 aunque permaneció en la clandestinidad hasta su definitiva prohibición por el gobierno procomunista de Petru Groza en 1947.

## Orígenes y primeros años

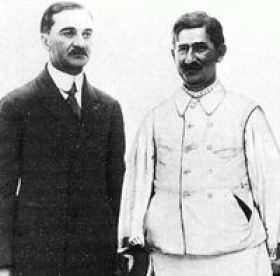
Los dos principales dirigentes del PNȚ: Iuliu Maniu (izquierda) e Ion Mihalache.

El partido surgió en octubre de 1926 de un congreso de los dos partidos que lo formaron, el Nacional Rumano, tradicional partido de los rumanos austrohúngaros, fuerte en Transilvania y dirigido por Iuliu Maniu, y el Campesino, encabezado por Ion Mihalache y con su base en los territorios del reino anteriores a la Primera Guerra Mundial. Sus dos componentes eran bastante diferentes y esto se reflejó en la política del nuevo partido, sobre todo cuando alcanzó el poder a finales de los años veinte.
El Partido Campesino había surgido en la posguerra en 1918, formado en parte por diputados progresistas provenientes del Partido Nacional Liberal que habían defendido una reforma agraria más radical que la los liberales en 1917. Sus principales figuras eran el maestro de escuela Ion Mihalache, político de origen campesino y de destacada inteligencia y rectitud, el médico Nicolae L. Lupu, el escritor y filósofo Constantin Stere y el economista Virgil Madgearu, principal teórico en economía en la organización. El partido fue en sus orígenes un movimiento agrario radical.
El Partido Nacional Rumano, por su parte, era un partido surgido a comienzos del siglo XX en Hungría como representante de los habitantes de cultura rumana y manifestación de la oposición de estos a la política gubernamental de magiarización. Partido de larga experiencia en el parlamento de Budapest, era el principal partido en Transilvania. Defensor del campesino rumano frente al terrateniente magiar en la región, el partido era más nacionalista que agrario y sus principales dirigentes provenían de la clase media, no del campesinado. Sus dos políticos más destacados eran Alexandru Vaida-Voevod, ferviente nacionalista, y Iuliu Maniu, su principal representante en Budapest hasta 1918.
Ambas formaciones habían participado en el efímero gabinete de Vaida-Voevod en 1920 pero luego se habían distanciado hasta su unión en 1926. Durante los años intermedios el partido de Maniu absorbió a los restos conservadores de Take Ionescu y se unió pasajeramente con el partido del historiador Nicolae Iorga, criticando la postura radical de su antiguo socio. En 1924 fracasó un intento de unión, en parte por la oposición del rey Fernando.
Para cuando se consumó la unión de las dos organizaciones, el Partido Campesino había moderado notablemente su postura radical original.
Tras la unión el nuevo partido se convirtió en el principal de la oposición al gobierno liberal, llevando a cabo una dura campaña de descrédito del gobierno ante la imposibilidad de llegar al poder mediante las elecciones, amañadas por los liberales en el poder. Llegó incluso a impedir la obtención de un crédito internacional de estabilización por parte del gobierno y entorpeció el funcionamiento del parlamento, controlado por una mayoría abrumadora de los liberales gracias a las elecciones controladas.
El PNȚ sólo logró alcanzar el poder en noviembre de 1928, tras la muerte del rey Fernando y del principal de los Brătianu (Ionel Bratianu). En las elecciones de ese año, el partido se alió con los socialdemócratas y con el Partido Alemán. El 9 de noviembre de 1928 los regentes encargaron a Maniu formar gobierno: el PNȚ alcanzaba el poder en un ambiente de entusiasmo y optimismo.

## Gobiernos nacional-campesinos

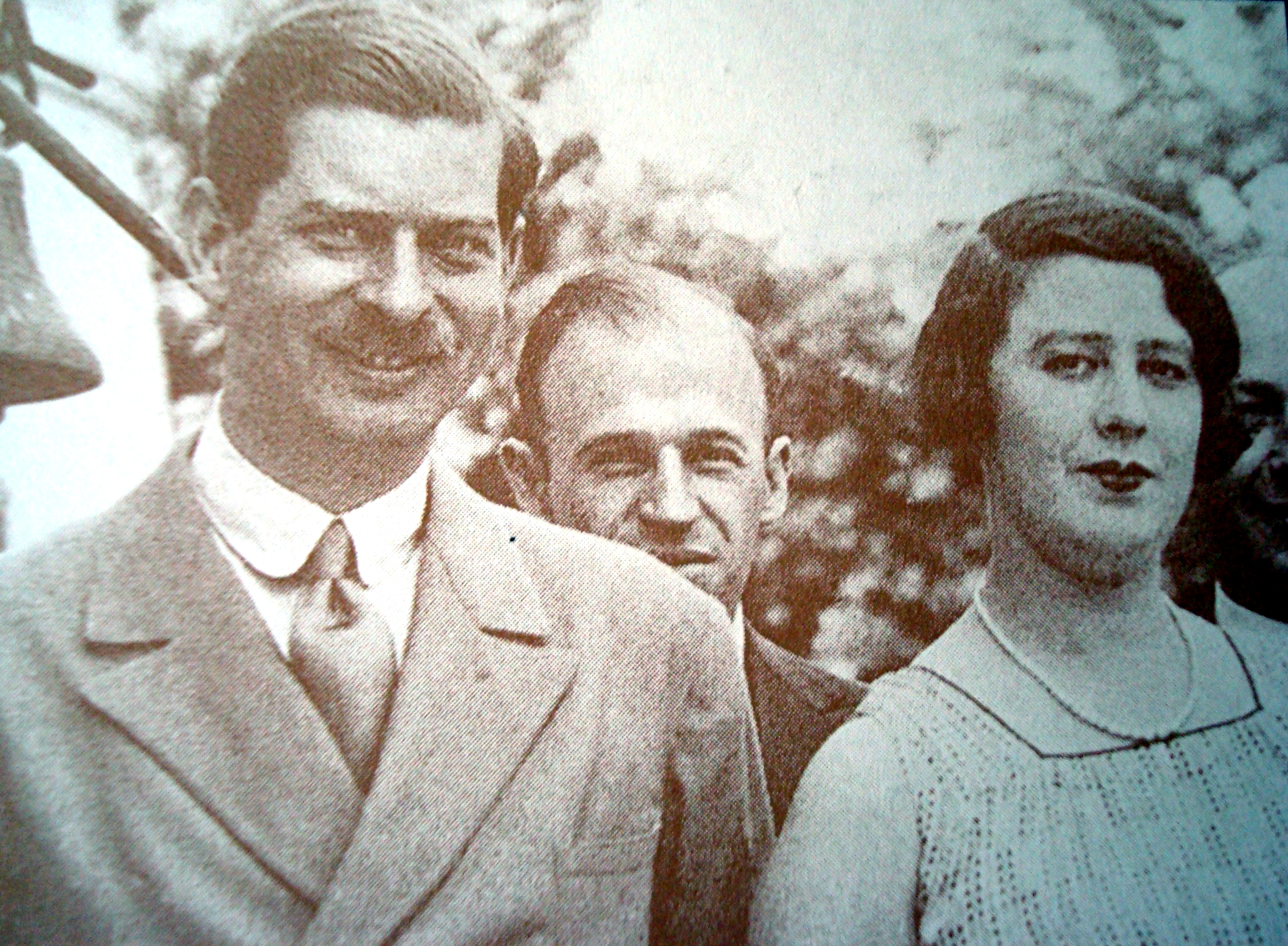
Carol II y su amante (y posterior esposa) de origen judío, Magda Lupescu (Helena Wolf), por la que Maniu se enfrentó al rey.

El PNȚ, en las elecciones consideradas libres, logró un apoyo abrumador: cerca del 80% de los votos y 348 escaños (333 de ellos del PNȚ, el resto de sus aliados).
El primer gobierno de Maniu contaba exclusivamente con miembros de su partido, entre los que se contaban figuras destacadas: Gheorghe Mironescu en exteriores, Alexandru Vaida-Voevod en interior, Ion Mihalache en agricultura y Virgil Madgearu en el ministerio de comercio e industria. Maniu realizó varias declaraciones expresando el objetivo del gobierno de establecer por primera vez un gobierno verdaderamente constitucional. Declaró además su disposición a aceptar capital extranjero para mejorar la economía del país y su disposición para ayudar a la agricultura. El gobierno del PNȚ declaraba así su intención de acabar con la política de autarquía financiera de los anteriores gobiernos liberales.
La pronta llegada de la Gran Depresión al país, sin embargo, acabó con las ilusiones de cambio radical e inmediato. A pesar de la duplicación del presupuesto para el ministerio de agricultura los logros del PNȚ en la lucha contra el atraso rural y la miseria de los campesinos fue escasa. El PNȚ, además, hizo más hincapié en su lado burgués que en el campesino, mostrándose en la práctica como un partido que defendía los intereses de la pequeña y mediana burguesía, pero no la de los campesinos más pobres. La ingenuidad y desorientación del gobierno fueron su característica dominante.
El partido fue perdiendo poco a poco su popularidad ante su incapacidad para realizar los esperados cambios y lograr la ansiada prosperidad, apremiado por la crisis económica. El regreso del antiguo príncipe heredero, Carol en junio de 1930, al que el PNȚ no se oponía como alternativa a la regencia, llevó pronto a la renuncia de Maniu, enfrentado al nuevo monarca por cuestiones morales. El siguiente gobierno nacional-campesino, con el gris Gheorghe Mironescu al frente, agudizó la crisis del partido. El rey, opuesto a los antiguos partidos e inclinado a dirigir la política del país, relevó en la primavera de 1931 a Mironescu con un gobierno de personalidades con el historiador Nicolae Iorga a la cabeza, que fracasó en acabar con la crisis. Se sucedieron entonces gobiernos del PNȚ en los que Carol alternó a Maniu con el más conservador Vaida-Voevod, que hubieron de enfrentarse al agravamiento de la Gran Depresión y el descontento social que causó.
En noviembre de 1933 Carol decidió prescindir del partido y encargar la formación de un nuevo gabinete a los liberales del PNL.

## Crisis y alejamiento del poder

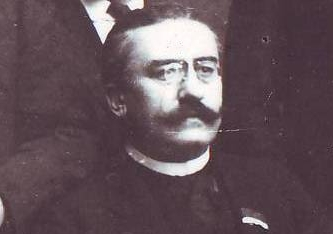
Alexandru Vaida-Voevod, varias veces primer ministro, principal cabecilla del ala más conservadora del partido, que abandonó en 1934 al no poder imponer su postura conservadora en la formación.

Tras el apartamiento del poder por el rey se agudizó la crisis del partido. En 1934 Vaida-Voevod, que había acentuado su conservadurismo hasta posiciones filofascistas, abandonó junto a sus partidarios la formación, ante su fracaso al tratar de imponer una defensa de la política de numerus clausus a las minorías, que fue rechazada por el grueso del PNȚ.
Durante el resto del largo gobierno del liberal Tătărescu se produjo una progresiva disgregación de los antiguos partidos, favorecida por el rey, que debilitó el sistema semiparlamentario del país y que afectó también al propio Partido Nacional Campesino, algunas de cuyas figuras más relevantes abandonaron la formación para unirse a la camarilla real, como sucedió con Armand Călinescu.
A mediados de los años treinta el partido contaba con 4 facciones diferenciadas:
- Los conservadores ultranacionalistas de Vaida-Voevod.
- Los izquierdistas y reformistas de Nicolae L. Lupu.
- Los centristas, opuestos a la colaboración con la Guardia de Hierro y favorables a la cooperación con el monarca, encabezados por Armand Călinescu.
- Los opuestos al soberano pero dispuestos a pactar con las formaciones fascistas, dirigidos por Maniu.

El partido llevó a cabo al final del gobierno de Tătărescu (diciembre de 1937) una alianza con diversas formaciones, entre ellas la fascista Guardia de Hierro, para tratar de evitar la perpetuación de Tătărescu en el poder mediante la tradicional corrupción de las elecciones por el partido en el poder. El objetivo se logró, perdiendo Tătărescu la mayoría absoluta y dando éste paso a un breve gobierno del ultraderechista antisemita Octavian Goga, que fue pronto sustituido al proclamarse la dictadura real en febrero de 1938. El acuerdo con la Guardia, sin embargo, se consideró un error político del partido ya que concedió a la formación de Codreanu un prestigio que no tenía.

## Las dictaduras: clandestinidad y oposición
A comienzos de 1938 el partido quedó oficialmente disuelto como el resto de las formaciones políticas rumanas, permitiéndose únicamente la nueva formación autoritaria del rey, el Frente de Renacimiento Nacional. El partido, sin embargo, se mantuvo en la clandestinidad, opuesto a la política real.
Tras las pérdidas territoriales del verano de 1940 que llevaron a la crisis del reinado de Carol, el nuevo primer ministro, el general Ion Antonescu, llamado por el rey para intentar mantenerse en el poder, trató de formar un gobierno de unidad nacional que incluyese, entre otros partidos, al PNȚ. Maniu, junto con otros políticos, se negó a entrar en el gobierno sin la previa abdicación del rey y, cuando esta se logró, se negó a participar en un gobierno que incluyese a la Guardia, como hizo también el PNL. Antonescu formó entonces un gobierno únicamente con sus partidarios y la Guardia y recibió tácito del PNȚ, que le consideraba como única figura capaz de dirigir al país en la crisis.
Más adelante el PNȚ, siempre en la clandestinidad pero aún organizado, se pronunció en contra de ciertas políticas de Antonescu, como la invasión de la Unión Soviética más allá de la recuperación del norte de Bucovina y Besarabia o los crímenes contra la población judía. Antonescu ofreció en diversas ocasiones a Maniu su dimisión y el poder, que este rechazó. Maniu mantuvo, con conocimiento de Antonescu, conversaciones con los Aliados para la rendición de Rumanía pero la reticencia a incluir en ellas a la Unión Soviética y la escasa confianza aliada en las posibilidades de éxito de la defección rumana hicieron que no prosperasen.
El PNȚ formó, junto con el PNL, el Partido Socialdemócrata y el Partido Comunista Rumano la organización que respaldó el golpe de Estado del rey] Miguel el 23 de agosto de 1944 que acabó con la dictadura de Antonescu y permitió a Rumanía cambiar de bando en la guerra, facilitando además el avance soviético.

## La posguerra mundial: oposición al comunismo y prohibición

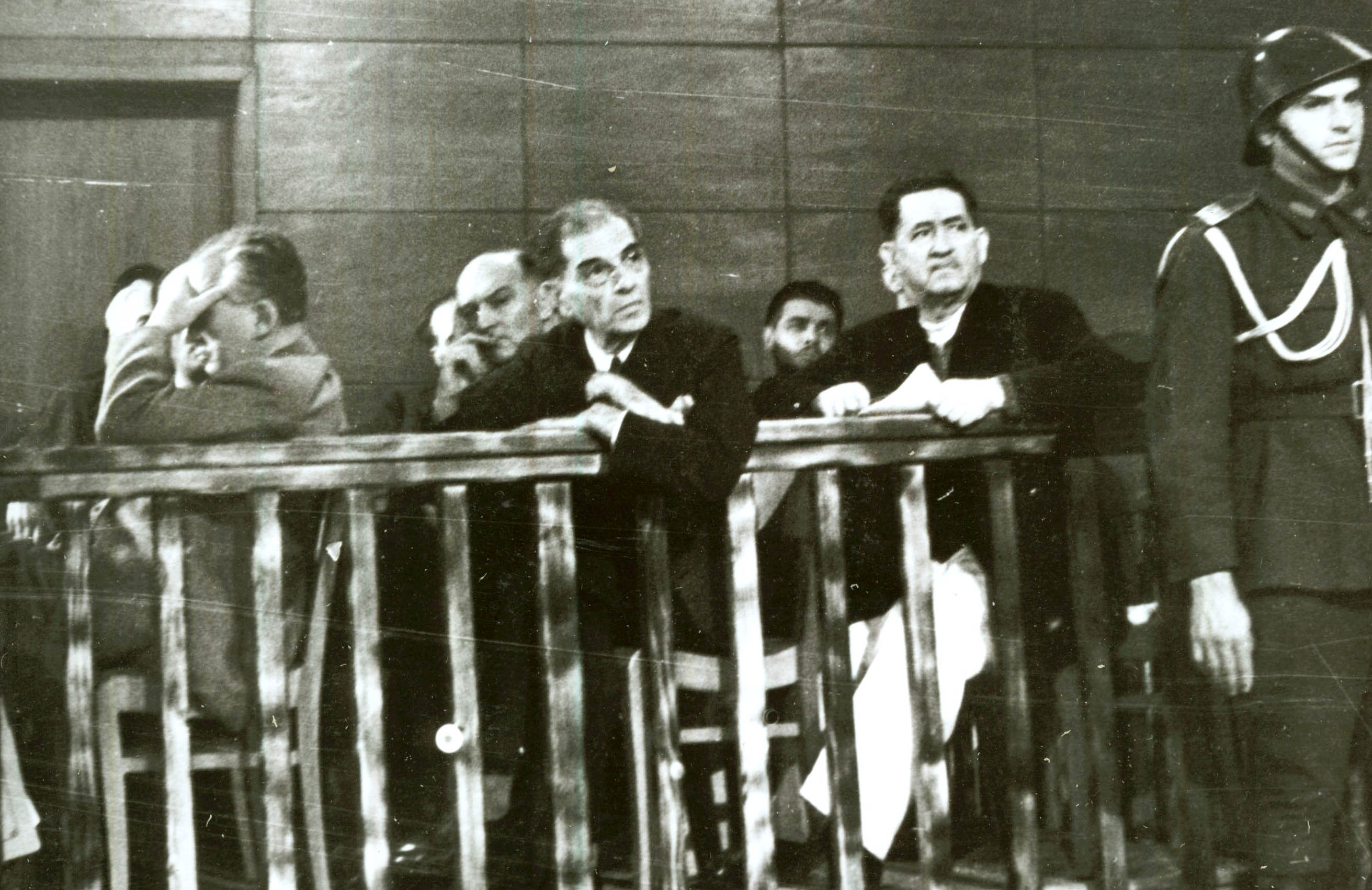
Acusados por el caso Tămădău en el invierno de 1947, Ion Mihalache, vicepresidente del PNȚ, a la derecha, con pantalón blanco.

Tras la ocupación del país por el ejército soviético el partido participó en los primeros gobiernos de coalición hasta la imposición por los soviéticos de un gobierno controlado por los comunistas a comienzos de marzo de 1945. El partido, con la jefatura en Bucarest casi aislada de sus cuadros en las provincias como el resto de los partidos tradicionales, trató con dificultad de oponerse al aumento de poder de los comunistas y sus afines, hostigado periódicamente como el resto de partidos de la oposición por el gobierno, con el respaldo del ocupante soviético y un escaso respaldo teórico de las potencias occidentales.
Tras las elecciones de noviembre de 1946, manipuladas por la coalición de gobierno controlada por el Partido Comunista se desencadenó una persecución mayor de la oposición. Tras el arresto por la policía de varios dirigentes del PNȚ que trataban de huir al extranjero (caso Tămădău), el gobierno prohibió el partido en agosto y juzgo a la dirección del mismo en noviembre. Maniu admitió sus contactos con los servicios secretos occidentales y su intento de montar una organización de resistencia en el exterior, única manera de oponerse al régimen cada vez más férreo. Tanto el presidente del partido Iuliu Maniu como su vicepresidente Ion Mihalache fueron condenados y murieron en prisión.
Un antiguo miembro del partido, Corneliu Coposu, afirmó que 270.000 afiliados del PNȚ fueron enviados a prisiones y campos de trabajo, donde tres cuartas partes de ellos perecieron, a partir de la prohibición del partido en 1947.

## Legado
Los antiguos miembros del PNȚ Corneliu Coposu e Ion Rațiu fundaron un nuevo partido en diciembre de 1989 con el nombre de Partido Nacional Campesino Demócrata Cristiano (Partidul Național Țărănesc Creștin și Democrat - PNȚCD o PNȚcd). Fue el primer partido político oficialmente registrado después de la caída del comunismo en Rumanía.

## Resultados electorales
| 1926                                   | 727.202   | 28,42 | 69/387  | 8/115   | 2º | Oposición           |
| 1927                                   | 610.149   | 22,45 | 54/387  | 17/113  | 2º | Oposición           |
| 1928                                   | 2.208.922 | 79,25 | 348/387 | 162/197 | 1º | Gobierno en mayoría |
| 1931                                   | 438.747   | 15,42 | 30/387  | 1/113   | 2º | Oposición           |
| 1932                                   | 1.203.700 | 41,52 | 274/387 | 104/113 | 1º | Gobierno en mayoría |
| 1933                                   | 414.685   | 14,20 | 29/387  | 0/108   | 2º | Oposición           |
| 1937                                   | 626.612   | 20,71 | 86/387  | 10/113  | 2º | Oposición           |
| Partido ilegalizado entre 1938 y 1945. |           |       |         |         |    |                     |
| 1946                                   | 881.304   | 12,88 | 33/414  |         | 2º | Oposición           |